# Lista de supercentenários irlandeses
Esta lista inclui supercentenárias irlandeses (pessoas da Irlanda que tenham atingido a idade de pelo menos 110 anos), cuja expectativa de vida tem sido verificada por um organismo internacional que trata especificamente a pesquisa da longevidade, o Gerontology Research Group (GRG). Constatou-se a ocorrência de três supercentenárias na Irlanda. A pessoa mais velha a morrer no país foi Katherine Plunket, aos 111 anos e 327 dias. A pessoa mais longeva nascida na Irlanda foi Kathleen Snavely, que morreu aos 113 anos e 140 dias nos EUA. O GRG relata que não há quaisquer registros de algum supercentenário vivo atualmente da Irlanda.

## Supercentenários irlandeses
| Classificação | Nome              | Sexo | Data de nascimento     | Data de Falecimento    | Idade              |
| ------------- | ----------------- | ---- | ---------------------- | ---------------------- | ------------------ |
| 1             | Katherine Plunket | F    | 22 de novembro de 1820 | 14 de outubro de 1932  | 111 anos, 327 dias |
| 2             | Margaret Dolan    | F    | 30 de agosto de 1893   | 02 de dezembro de 2004 | 111 anos, 94 dias  |
| 3             | Mary Ellen Geaney | F    | 02 de janeiro de 1886  | 05 de abril de 1996    | 110 anos, 94 dias  |

### Supercentenários emigrantes irlandeses
| Classificação | Nome             | Sexo | Data de nascimento      | Data de morte          | Idade              |
| ------------- | ---------------- | ---- | ----------------------- | ---------------------- | ------------------ |
| 1             | Kathleen Snavely | F    | 16 de fevereiro de 1902 | 06 de julho de 2015    | 113 anos, 140 dias |
| 2             | Catherine Furey  | F    | 06 de abril de 1893     | 30 de novembro de 2003 | 110 anos, 238 dias |
| 3             | Margaret Bly     | F    | 28 de junho de 1894     | 04 de agosto de 2004   | 110 anos, 34 dias  |